# Magnus Hestenes

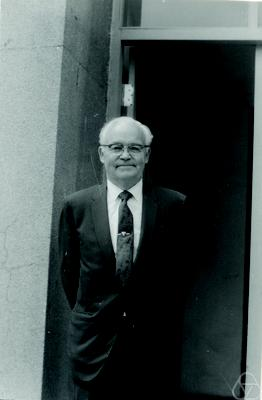
Magnus Hestenes

Magnus Hestenes (* 1906 in Bricelyn, Minnesota; † 31. Mai 1991) war ein US-amerikanischer Mathematiker. 1952 führte er mit Eduard Stiefel das CG-Verfahren (Methode konjugierter Gradienten)  in der numerischen linearen Algebra ein.

## Leben
Hestenes studierte an der University of Wisconsin (Masterabschluss 1928) und  wurde 1932 bei Gilbert Bliss an der University of Chicago promoviert (Sufficient Conditions for the General Problem of Mayer with Variable End-Points). Er  war danach an der Harvard University bei Marston Morse. Im Zweiten Weltkrieg beschäftigte er sich als Mitglied der Gruppe für Angewandte Mathematik der Cornell University mit Luftabwehr. Nach dem Krieg war er kurz Associate Professor an der Universität Chicago und wurde 1947 Professor an der University of California, Los Angeles (UCLA), wo er 1973 emeritierte. Von 1950 bis 1958 war er dort Vorsitzender der Mathematik-Fakultät und von 1961 bis 1963 leitete er das Rechenzentrum der Universität. Er hatte in Chicago und Los Angeles 34 Doktoranden. In den 1950er Jahren war er auch auf Teilzeitbasis am Institute of Numerical Analysis (INA) des National Bureau of Standards an der UCLA, wo es zu seiner Veröffentlichung mit Eduard Stiefel über die Methode konjugierter Gradienten kam, wobei beide das Verfahren vor ihrem Zusammentreffen unabhängig entwickelt hatten.
In den 1960er und 1970er Jahren war er Berater des Institute for Defense Analyses und beim IBM Thomas J. Watson Research Center.
Hestenes war Guggenheim Fellow (1954) und Fulbright-Stipendiat. 1954 war er Invited Speaker auf dem Internationalen Mathematikerkongress (ICM) in Amsterdam.  Zeitweise war er Vizepräsident der American Mathematical Society.
Zu seinen Doktoranden zählen Richard Tapia, William Karush und Glen Culler.
Er ist der Vater von David Hestenes.

## Werk
Neben der Entwicklung der Verfahren konjugierter Gradienten (über ähnliche Verfahren in der Geometrie arbeitete er schon in den 1930er Jahren) arbeitete er über das Problem von Bolza in der Variationsrechnung und optimalen Kontrolltheorie  (ausgehend von einem Problem der Luftabwehr) und quadratische Formen in Hilberträumen (1951). Eine 1950 bei der Rand Corporation veröffentlichte Arbeit enthielt eine Version des Maximumprinzips von Lew Pontrjagin (aus der Mitte der 1950er Jahre).

## Schriften
- Optimization theory- the finite dimensional case, Wiley 1975
- Calculus of variations and optimal control theory, Wiley 1966
- Conjugate direction methods in optimization, Springer 1980

## Quelle
- Nachruf in Journal of Optimization theory and applications, Bd. 73, 1992, S. 225
- Hestenes Conjugacy and Gradients, Erinnerungen von Hestenes, in Stephen G. Nash (Herausgeber) A history of scientific computing, ACM Press 1990, S. 167–179,   Online, pdf